# 奥越高原県立自然公園

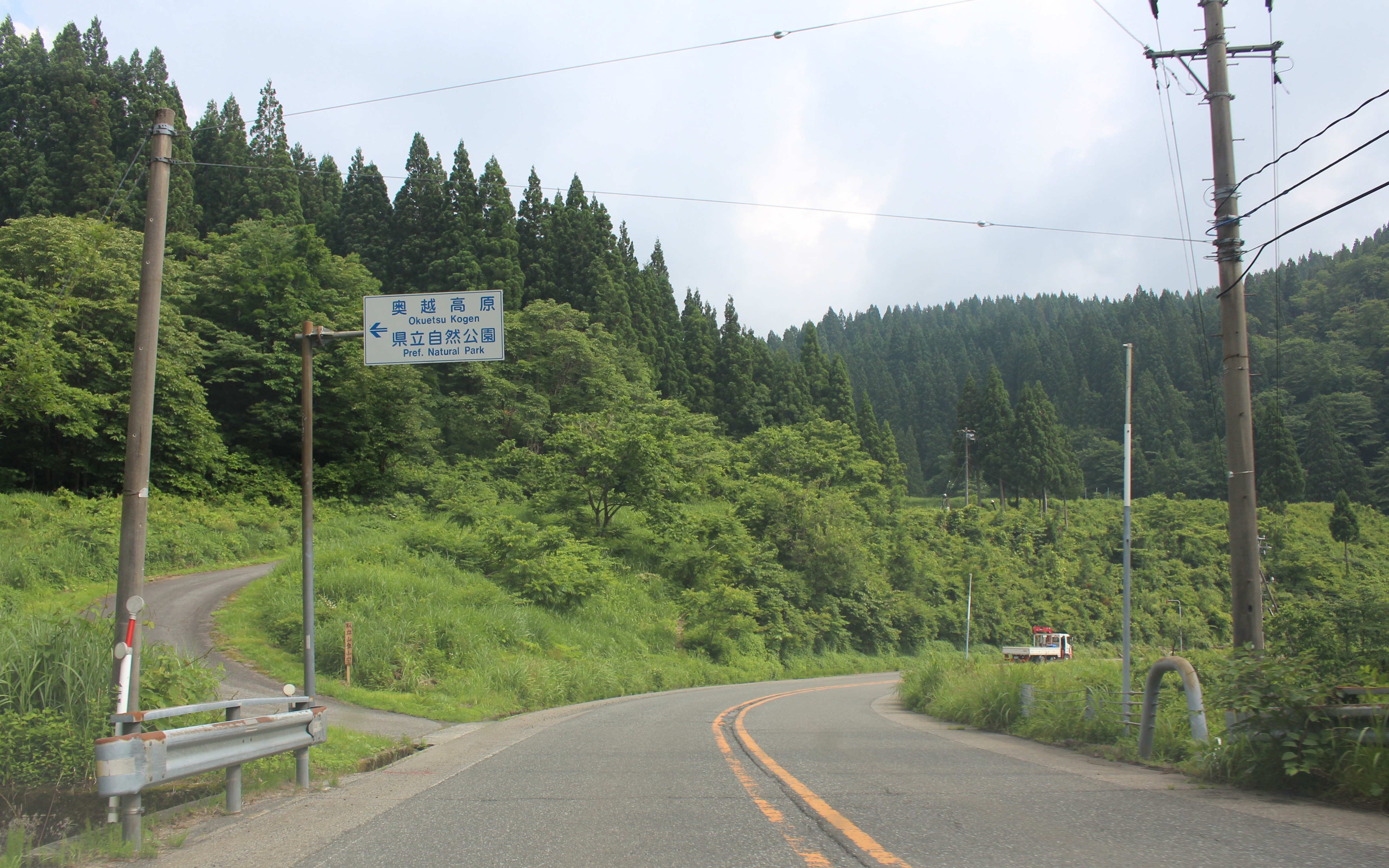
奥越高原県立自然公園の案内標識、国道157号からの東山いこいの森入口（取立山登山口）、福井県勝山市北谷町谷にて

奥越高原県立自然公園（おくえつこうげんけんりつしぜんこうえん）は、福井県勝山市および大野市（奥越地区）を中心とする県立自然公園。1955年（昭和30年）10月21日に指定され、福井県唯一の県立山岳公園である。

## 概要
加越山地および越美山地を領域とし、日本百名山の荒島岳や、加賀・越前境の標高約1,500メートルの山々と一級河川九頭竜川本流の中上流域および真名川や滝波川を中心とするいくつかの渓谷やダム湖から成る。
一部は白山国立公園の区域と重複する。また、勝山市一円は恐竜渓谷ふくい勝山ジオパークと重複する。

## 特徴
手取層群や日本列島がユーラシア大陸分離する前の火山や第四紀の火山が特徴である。
著明な活断層や扇状地、溶岩台地などが多数存在する。
また、公園内は日本で有数の恐竜の化石の発見の場所であり、現在も福井県立恐竜博物館にて発掘が続いている。

## 主な山
- 姥ヶ岳
- 銀杏峰
- 部子山
- 倉谷山
- 鷲鞍岳

| 山容 | 名称       | 標高 （m） | 三角点 等級 | 経ヶ岳との 距離（km） | 備考                        |
| ---- | ---------- | ---------- | ----------- | --------------------- | --------------------------- |
|      | 取立山     | 1,307.22   | 三等        | 6.8                   | 取立平 水芭蕉群生地         |
|      | 大長山     | 1,671.42   | 二等        | 5.5                   |                             |
|      | 赤兎山     | 1,628.66   | 三等        | 4.3                   | 赤兎避難小屋                |
|      | 法恩寺山   | 1,356.66   | 三等        | 2.9                   | 越前禅定道                  |
|      | 経ヶ岳北岳 | 1,609      |             | 0.6                   | 北峰（双耳峰）              |
|      | 経ヶ岳     | 1,625.20   | 二等        | 0                     | 南峰（双耳峰） 日本三百名山 |
|      | 荒島岳     | 1,523.49   | 一等        | 12.6                  | 日本百名山                  |

## 主な高原
- 六呂師高原

## 主なスキー場
- 九頭竜スキー場
- 雁ヶ原スキー場
- スキージャム勝山

## 主な谷
- 九頭竜峡
- 真名峡
- 北谷渓谷

## 主なダム：湖
- 真名川ダム - 麻那姫湖
- 笹生川ダム
- 九頭竜ダム - 九頭竜湖 : 上流の貯砂ダム湖 - 蝶の湖
- 鷲ダム
- 仏原ダム
- 浄土寺川ダム
- 小原ダム

## その他
- 宝慶寺 - 曹洞宗の古刹
- 大野城
- 「大野城下町地区」 - 都市景観100選
- 「本願清水イトヨ生息地」（国天然記念物・平成の名水百選）
- 御清水 - 名水百選
- 「名水と朝市のまち 越前おおの」 - 水の郷百選
- 九頭竜湖温泉

## 隣接する自治体
- 石川県白山市
- 岐阜県郡上市
- 福井県今立郡池田町
- 福井県吉田郡永平寺町